# Breguet Atlantic
Breguet Br.1150 Atlantic là một loại máy bay trinh sát tầm xa, chủ yếu được thiết kế cho các nhiệm vụ trên biển. Nó được một số quốc gia thuộc khối NATO sử dụng làm máy bay tuần tra và trinh sát biển cũng như làm máy bay chống tàu ngầm. Ngoài ra Atlantic còn có thể mang tên lửa không đối đất. Phiên bản nâng cấp—the Atlantique 2—được sản xuất cho Hải quân Pháp vào thập niên 1980.

## Biến thể
Br.1150 Atlantic
Atlantique 2

## Quốc gia sử dụng

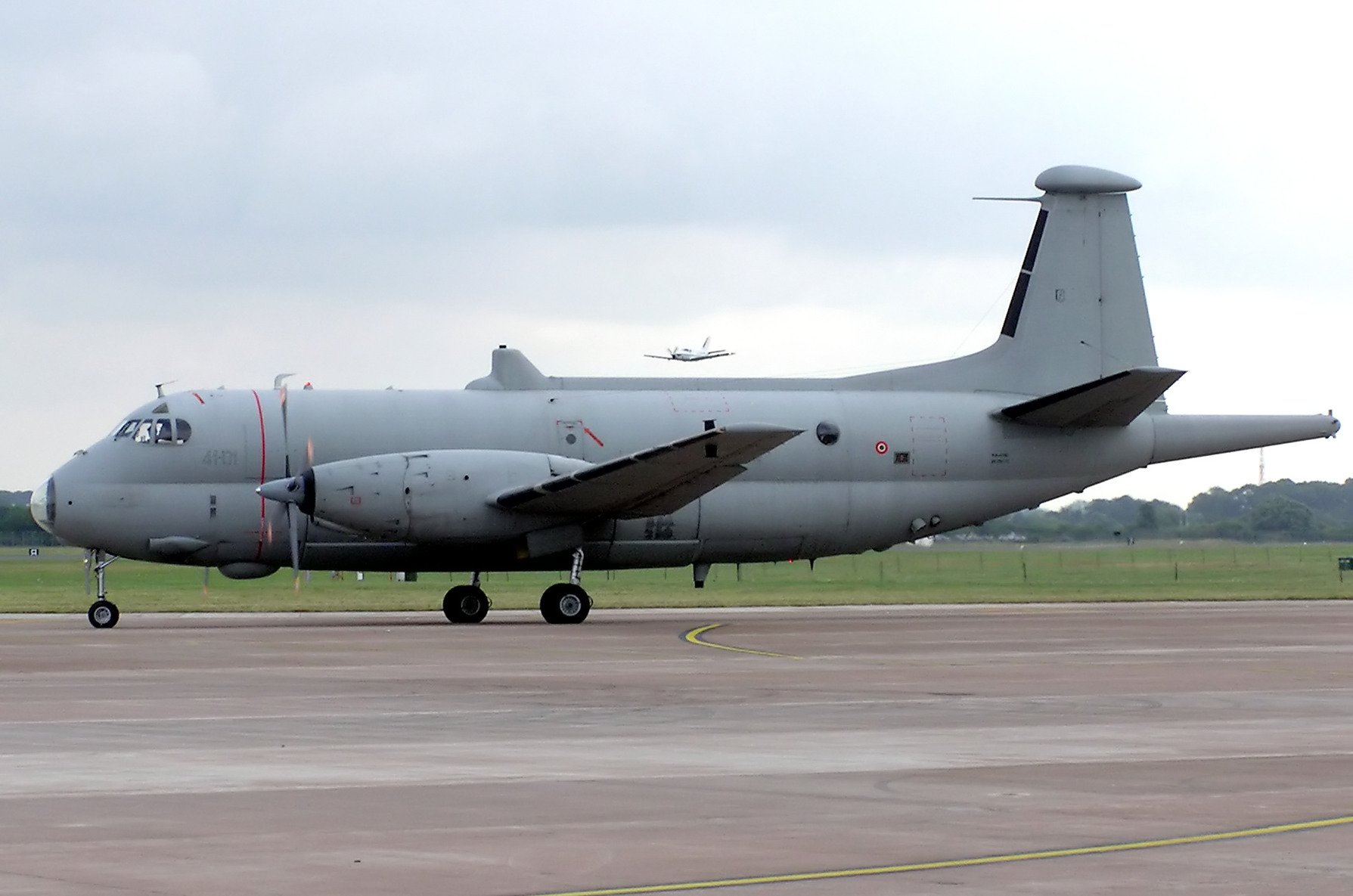
Breguet Atlantic Br.1150 của Hải quân Ý

Pháp
- Hải quân Pháp
  - Không quân Hải quân Pháp

 Ý
- Không quân Ý

 Pakistan
- Hải quân Pakistan
  - Không quân Hải quân Pakistan

Quốc gia từng sử dụng
 Đức
- Hải quân Đức

 Hà Lan
- Hải quân Hoàng gia Hà Lan
  - Cục Không quân Hải quân Hà Lan

## Tính năng kỹ chiến thuật (Atlantique 2)
Dữ liệu lấy từ Jane's All The World's Aircraft 1988-89 
Đặc điểm tổng quát
- Tổ lái: 12
- Sức chuyên chở: 12 hành khách và đội cứu hộ
- Chiều dài: 31,62 m (103 ft 9 in)
- Sải cánh: 37,42 m (122 ft 9¼ in [3])
- Chiều cao: 10,89 m (35 ft 8¾ in)
- Diện tích cánh: 120,34 m² (1.295,3 sq ft)
- Trọng lượng rỗng: 25.700 kg (56.659 lb)
- Trọng lượng có tải: 45.000 kg (99.200 lb)
- Trọng lượng cất cánh tối đa: 46.200 kg (101.850 lb)
- Động cơ: 2 × Rolls-Royce Tyne RTy.20 Mk 21, 6.100 ehp (4.549 kW)  mỗi chiếc

 Hiệu suất bay 
- Vận tốc cực đại: 648 km/h (350 knot, 402 mph)
- Vận tốc hành trình: 315 km/h (170 knot, 195 mph) (vận tốc tuần tra)
- Thất tốc: 167 km/h (90 knot, 104 mph)
- Tầm bay chuyển sân: 9.075 km (4.900 hải lý, 5.635 mi)
- Thời gian bay: 18 h
- Trần bay: 9.145 m (30.000 ft)
- Vận tốc leo cao: 14,7 m/s (2.900 ft/phút) với trọng lượng 30.000 kg (66.140 lb)

Trang bị vũ khí

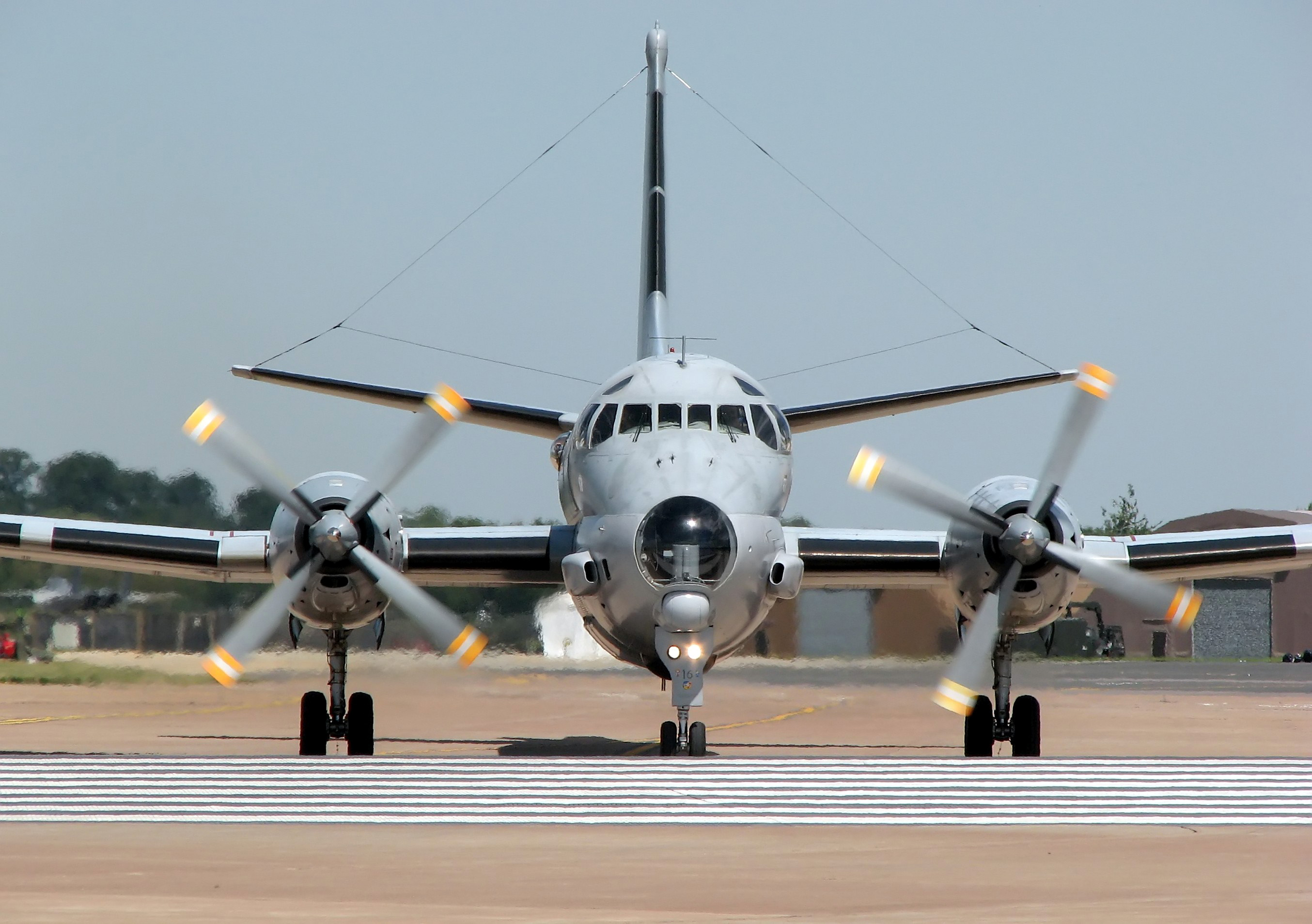
Breguet Atlantic Br.1150 của Hải quân Đức

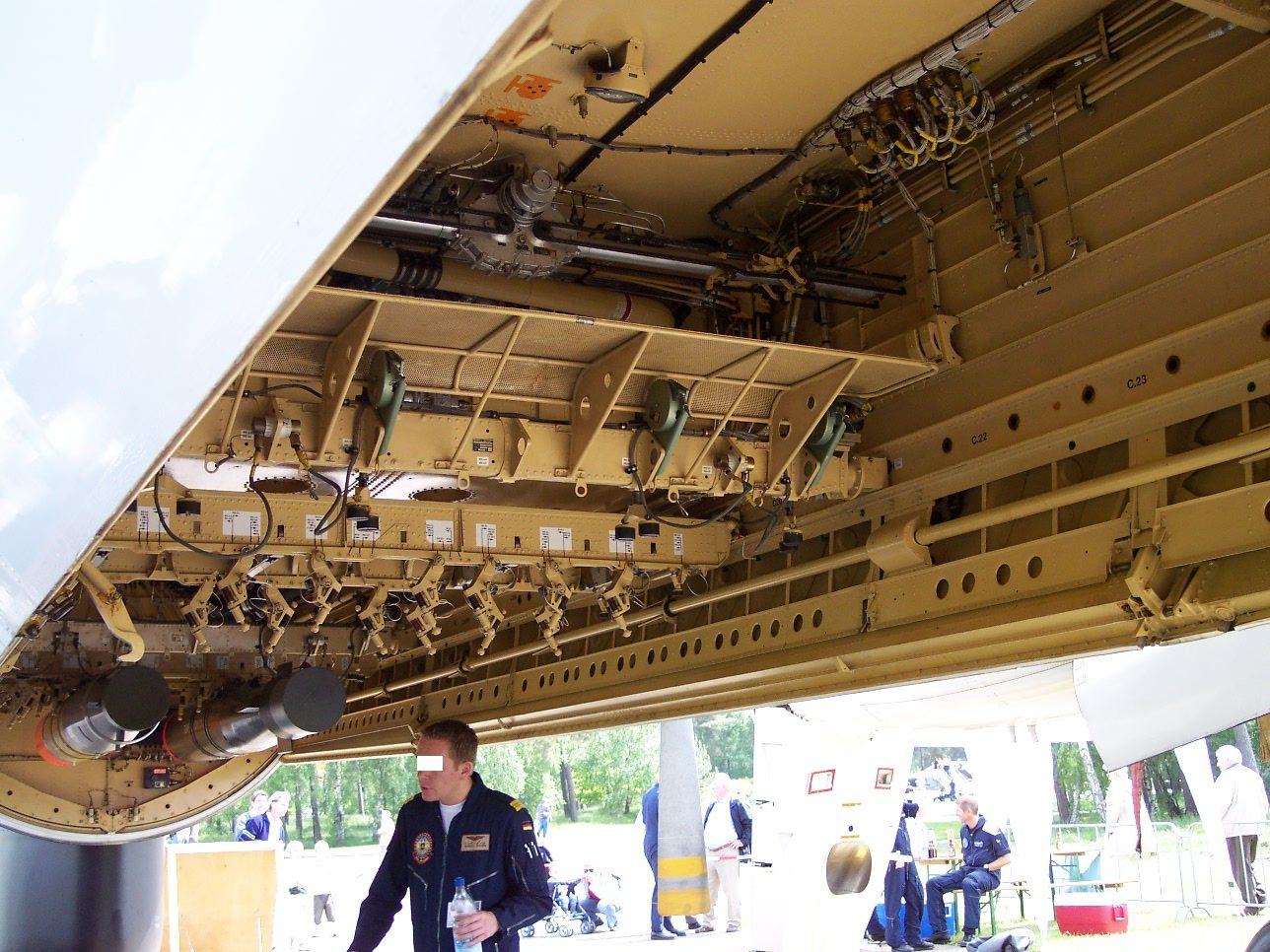
Khoang quân giới với 2 ngư lôi

- Lên tới 3.500 kg (7.700 lb), gồm ngư lôi, bom chìm, mìn, tên lửa chống hạm, bom và/hoặc phao